# Династија Естридсона
Династија Естридсона је била данска династија владара која је обележила средњи век у Данској.
Кроз цео XI, XII и већи део XIII века, политичка историја Данске била је испуњена ратовима против Норвешке и Шведске .

## Почетак владавине
Године 1042. припала је краљевска власт у Данској династији Естридсона. Династија се на данском престолу одржала више од 300 година .

### Развој феудализма
У XI веку развитак феудализма знатно те коракнуо напред у Данској . На унутрашњем плану ово раздобље обележио је успон земљопоседничког племства до владајућег положаја. У XI веку је било крупних и ситних земљопоседника, али су сви они имали исти општи положај и били су сви без разлике обавезни да се одазову краљевом позиву за рат . У XII и XIII веку краљеви су почели да деле феуде ритерима .
До XIII века само су племићи вршили војну службу и били ослобођени од опорезивања, док је обичан слободни сељак плаћао намете , натуралне дажбине и обавезе уместо војне службе . Служба у војсци се све више концентрише у рукама ритерске коњице . Природно, постојала је тежња да сељаци предају земљу племићима и постану њихови кметови. Иако су краљеви покушавали да спрече тај процес, племићки поседи су се непрестано повећавали. Развој феудалне класе је био убрзан упознавањем феудалних идеја. Крајем XII века краљеви Данске почели да додељују земљу у замену за војну службу. Иако феуди нису били наследни, тако да је главни ослонац моћи племства лежао у његовим алодијалним поседима, они су свакако увећали могућности одабраних појединаца.
Постојање великих слободних територија успоравало је феудализацију, јер је омогућавало сељаштву да одлази на незаузету земљу. Али је краљевска власт објавила да су све незаузете земље краљевска својина, а сељаци који се на њих населе — краљевски сељаци, који морају да испуњавају обавезе у корист краља као сопственика земље. И осталим сељацима биле су наметнуте дажбине и обавезе у корист краља. Аристократија и свештенство били су њих ослобођени .

### Хришћанство
То најбоље показује што се у њој учврстило хришћанство. Данска је била подељена на неколико бискупија . Мирно је примљена промена вере тако да је до краја XI века настало осам дијецеза у Данској. Дуго је надбискуп Бремена сматран врховним поглаваром свих северних дијецеза , али је ипак Лунд у Данској 1104. постао надбискупско средиште  . Мада су повремено трајали свирепи сукоби данских краљева и цркве, црквена хијерархија је углавном подржавала краљевску власт . Као и свугде у Европи, црква је у Данској била крупни земљопоседник, и сви су њени интереси били повезани са интересима феудалне аристократије која се рађала. И аристократија и краљеви штитили су цркву и издашно јој даривали земљу. Крајем XI века краљеви су увели обавезни десетак у корист цркве. То је изазвало велики устанак данског сељаштва, и у време тог устанка био је убијен краљ Кнут (1086. године), који је од цркве проглашен за свеца .
Почетком XII века избили су нови сељачки немири исто тако због црквених намета. Сељаштво постепено пада у зависност од крупних црквених и световних земљопоседника. Развитку крупних земљопоседа и образовању класа у Данској помагало је постојање робова, од којих је већина била насељена на земљу. Робовима су постојали ратни заробљеници и дужници који не би исплатили дуг; понекад су робови и куповани .

## Ширење

### Рано ширење
Поморска трговина повезана с разбојништвом, карактеристична за епоху викинга, није престала у скандинавским земљама ни у следећим вековима. Данска је делом трговала са својим суседима — северонемачким и словенским земљама, а делом и пљачкала. XI и XII век протекли су у огорченој борби између Данаца и Балтичких Словена. Но у исто време успостављене су и трајне трговачке везе са обалама Северног и Балтичког Мора. Данска је снабдевала северну Немачку рибом и, једним делом, пољопривредним производима — месом и житом. Производи извожени из Данске почели су да играју видну улогу у северној трговини. Крајем XII века у Данској су почели да ничу градови .

### Валдемар I
Трговачко-разбојнички интереси данских феудалаца потстицали су их на освајачку политику, особито у другој половини XII века, када је развитак феудализма знатно кренуо напред. Данци су почели да се такмиче с Немцима у освајању и пљачкању Прибалтика. Освајања су почела за владе Валдемара I (1157—1182) и вођена су под уобичајеном фирмом крсташких ратова против пагана. 1166 г. Данци су заузели словенски град Аркону на острву Рујан (Ригену), порушили и опљачкали храм Световида. Рујански кнежеви постали су дански вазали .

### Кнут VI
Наследник Валдемара I Кнут VI (1182—1202) користио се слабошћу царства у коме је тада вођена борба између два цара (Филипа Швапског и Отона IV), и заузео већи део Приморја, Холштајн, Мекленбург, Либек и Хамбург. Кнут VI узео је титулу краља Данаца и Словена (Rex Danorum et Slavorum) .

### Валдемар II
Брат и наследник Кнута Валдемар II (1202—1241) проширио је данска освајања на Исток. Заузео је острво Езел. На позив епископа Риге припремио је крсташки рат против Естонаца, освојио њихову земљу и основао град Ревел (Талин) .
Ширење данске власти на Балтичком Мору довело је Данску у сукоб с немачким феудалцима. Валдемар II био је заробљен и принуђен да се одрекне свих данских освајања на југу Балтичког мора, сем Рујане, а исто тако и Естоније (он ју је, додуше, убрзо узео натраг) .

## Унутрашњи сукоби
XIII век у Данској карактерише опадање краљевске власти, пораст самосталности феудалаца и непрекидни феудални метежи. Те су метеже подржавали Немци, заинтересовани за опадање политичког значаја Данске, особито грофови Холштајна и градови северне Немачке, у првом реду Либек .
Дански су краљеви делили државу синовима, од којих је сваки доцније тежио да од добијеног дела начини наследни посед. Карактер тих метежа постајао је крајње огорчен. За један век, од 1240 до 1341 г., мали је број данских краљева умро природном смрћу. У то је доба међународни значај Данске јако опао .
Тим су се користили северонемачки градови, који су се у XIV веку ујединили у Ханзу. Они су учврстили своје трговачке позиције у Данској и добили значајне повластице; ту је главна улога припадала Либеку. У већини данских градова Либек је имао своје контоаре, понегде су му припадали читави квартови. Занатлије из Либека ловиле су рибу у данским водама не плаћајући никакву трошарииу. Те су привилегије биле после проширене и на друге Ханзине градове. Ханзини трговци су се богатили продајући Данцима лошу робу, несавесно их варајући приликом куповања робе у Данској и опијајући Данце алкохолним пићем. Конкуренција Ханзе задржавала је развитак заната и трговине данских градова .

## Ограничење краљевске власти
Дански су феудалци искористили слабост краљевске власти да би учврстили своје политичко господство. Борбу с краљевском влашћу повели су црквени феудалци, који су завладали огромним земљишним поседима. Надбискуп Лунда Јаков Ерландсон затражио је потпуну самосталност цркве у судству. Борба се отегла више година. На крају крајева цркви је пошло за руком да сви њени захтеви буду примљени. Одмах за свештенством иступили су и световни феудалци .
1282. године под притиском световних и духовних феудалаца краљ Ерик Хлипинг био је приморан да у Ниборгу изда повељу, по којој се краљ обавезује да ће сваке године сазивати народну скупштину (parliamentum quod hoff dicitur; у XIV веку почела се називати Danehof). То је била старинска народна скупштина на којој не учествује само аристократија, већ и представници грађана и слободног сељаштва. Али у то доба сва се његова моћ концентрисала у рукама духовних и световних магната. Краљ се обавезао да никога неће затварати у тамницу без законске судске одлуке .
У Данској се племство састајало на великим саборима, покушавајући да ограничи моћ краљева. Године 1282. Ерик је био приморан да се обавеже да сазива велики сабор једном годишње .
Покушаји Ерика да избегне испуњавање тих обећања довели су до аристократске завере. Краљ је био убијен (1286. године). Његове убице подржавало је свештенство које је нашло заштитника у личности папе Бонифација VIII .
Племство је до XIV века постало доминантно у Данској тако да краљеви нису могли ништа да учине без њиховог одобрења .
Када је биран краљ Кристоф II (1320—1332), узета је од њега писмена обавеза да ће се придржавати привилегија аристократије и цркве: да духовна лица неће позивати пред краљевски суд, да на цркву неће ударати никакве дажбине, да у своје веће неће пуштати странце, да им неће давати феуде и да неће почињати никакав рат без сагласности аристократије. Племство је претворило своја лена у потпуну наследну својину, ослобођену свих дажбина. Многи слободни сељаци изгубили су у то време своје земље и били принуђени да траже заштиту од крупних земљопоседника, који су прелазили у положај кметова .
После смрти Кристофа II у току осам година краљевски престо био је упражњен. У то доба готово целу Данску били су освојили делом Швеђани, делом Ханза, делом војводе Шлезвига а делом грофови Холштајна .

## Валдемар IV Атердаг
После међувлашћа на престо је био доведен син Кристофа II Валдемар IV Атердаг (1340—1375). Он је у почетку владао само северним Јиландом. Али, њему је пошло за руком да постепено окупи у својим рукама све данске области и да је поново учини великом силом на Балтичком мору .
У својој политици он је имао могућност да се ослања на ритере и на слободно сељаштво, које је, иако ослабљено, још увек било утицајно (почетком XV века слободном је сељаштву припадало до 15% читаве земљишне својине). Увлачене све више у тржишне односе, те су групе све више страдале од феудалног расула, од насиља феудалаца, од монополистичког положаја Ханзе и виделе у јакој краљевској власти свој ослонац .
Уз њихову помоћ Валдемар IV је завладао ранијим данским земљама. Додуше, 1346 г. он је продао удаљену Естонију Тевтонском реду за 19 хиљада сребрних марака, али је за тај новац купио знатан део заложених и продатих краљевских домена. Дажбине сељака који су живели на тим доменима постале су један од важних извора краљевских прихода. Већ 1349. године он је владао готово целом Данском западно од Зунда, 1357. године нанео је пораз грофовима Холштајна, 1366. године повратио је данске поседе на југо-западу Скандинавског полуострва, које су били заузели Швеђани. То му је донело Зунд с његовим чувеним ловиштима харинга. По речима савременика, тамо се у септембру и октобру сваке године сакупљало 40 хиљада бродова са 300.000 рибара. Царине на та ловишта рибе представљале су најважнији извор краљевских прихода .
Валдемар IV је реорганизовао војску. Сем феудалне војске он је тражио да му градови ставе на расположење људе и бродове, а купио је пешадију — стрелце — међу сељаштвом. Градио је замкове, користећи се принудним радом сељака, и давао их са околином у лено својим присталицама. Устанци феудалаца, незадовољних јачањем краљевске власти, дали су му повод за конфискације, којима је повећавао краљевски домен. У руке му ј пао и низ феуда који су остали без сопственика у доба црне смрти, која је пустошила Данску од 1349. до 1350. године .
Ојачавши на тај начин краљевску власт и њене изворе средстава, Валдемар IV је одлучио да зада ударац северонемачкој Ханзи, од које је у то време образован моћан савез. 1361. године заузео је Визби на Готланду, важан центар Ханзине трговине у Скандинавији, и тамо дошао до огромног плена. Он је успео да разбије Ханзину флоту. Али је то изазвало уједињење 60 Ханзиних градова, Шведске, Мекленбурга и Холштајна с циљем да се уништи Данска. Подржавала их је и данска аристократија, дигавши устанак против Валдемара на Јиланду. Ханза и њени савезници нанели су Валдемару потпун пораз. 1370. године Данска је била приморана да закључи у Штралзунду мир под крајње неповољним условима: Ханзи је признала све привилегије, уступила јој је неколико утврђених места и дала јој право да се меша у избор данског краља .

## Маргарита Данска
Политику Валдемара IV наставила је његова кћи Маргарита, жена норвешког краља Хокона VI. После Валдемарове смрти она је постигла да на дански престо буде изабран њен малолетни син Олаф, који је 1380. године наследио и норвешки престо. Маргарита је као регенткиња владала обема државама. Олаф је умро 1387. године и Маргарита је постала краљица. Користећи се унутрашњом борбом у Шведској, она је добила и шведску круну (1389. године). Она је сада стајала на челу врло велике европске државе. Маргарита је тежила да учврсти уједињење три северне краљевине, да их обезбеди својој династији и да у исто време створи политичку превласт Данске у тој заједници. Она је постигла да њен братанац из трећег колена, Ерик Померански, буде изабран најпре за краља Норвешке, а онда Данске и Шведске. 1397. године у Калмару, на скупу духовне и световне аристократије све три краљевине, Ерик је био свечано крунисан за краља Данске, Шведске и Норвешке. Услови под којима су се све три земље ујединиле нису били формално утврђени, али је Калмарска унија у целини доносила све користи само Данској .
Маргарита је и даље владала земљама Калмарске уније све до своје смрти (1412. године) .
Читаву данску аристократију обузео је страх од мудрости и моћи те жене.
— каже савремена хроника. Маргарита је водила самовласну политику у тежњи да себи потчини феудалце на свим њиховим поседима. Својим најближим људима она је обилно делила феуде и бискупска места како у Данској, тако и у Шведској и Норвешкој .